# I grunden utan skuld
I grunden utan skuld är en bok av Viveca Sten från 2010. Det är den tredje boken i en serie Sandhamnsdeckare om kriminalinspektören Thomas Andreasson och juristen Nora Linde. 